# Berhautia senegalensis
Berhautia senegalensis là một loài thực vật có hoa trong họ Loranthaceae. Loài này được Balle mô tả khoa học đầu tiên năm 1956.